# BVSC-Zugló
BVSC-Zugló é uma equipe húngara de futebol com sede em Budapeste. Disputa a primeira divisão da Hungria (Campeonato Húngaro de Futebol).
Seus jogos são mandados no Szőnyi úti Stadion, que possui capacidade para 3.816 espectadores.